# Уставни суд
Уставни суд је посебан државни орган чији је главни задатак надзор над уставношћу закона као и заштита људских права и слобода грађана зајамчених уставом.
У већини земаља делује као независно тело, независно од законодавне, извршне и судске власти. Према неким правним теоретичарима, издвојени су из троделне поделе државне власти, па се чак сугерише да се ради о четвртој власти — надзорној власти која надзире све друге власти и није подложна законима, будући се и сама бави њима, већ само уставу и уставним законима. Овакав уставносудски надзор се назива „европским моделом“, за разлику од „америчког модела“ гдје уставносудски надзор врше федерални судови на челу са Врховним судом САД.

## Делокруг
Уставни судови испитују уставност закона независно од конкретног правног предмета или спора, и тако доносе одлуке које делују према свима (нису ограничене на конкретан случај). То значи да се закон, односно његове одредбе, за које уставни суд закључи да су противуставне, поништавају или укидају. Уз надзор уставности закона, уставним судовима се редовно поверава и надзор над уставношћу и законитошћу подзаконских прописа.
Уставни судови, у правилу, одлучују о правима и обвезама највиших тела државне власти (решавају сукоб надлежности). У федералним државама поверава им се решавање спорова међу федералним јединицама, као и између федералних јединица и федералних тела. Осим тога, уставни судови обично надзиру законитост спроведених избора и референдума.
Уставни судови воде поступке у случају повреде устава високих државних званичника (пре свега председника републике) и утврђују њихову евентуалну одговорност.
У погледу заштите слобода и права грађана зајамчених уставом, уставни судови одлучују о појединачним захтевима грађана (најчешће у облику уставне жалбе или тужбе) пружајући уставносудску заштиту појединцима чија су уставна права повређена актима судске, управне и друге јавне власти.
Неки уставни судови су овлашћени и за тумачење устава, па и закона, преко интерпретативне одлуке (најчешће на захтев највиших државних тела или званичника).

## Раширеност у свету
Након Аустрије, као прве земље у којој је уведена посебна институција уставног суда (1920), и друге земље су у свој правни систем увеле ту посебну институцију:
- Албанија
- Азербејџан
- Белорусија
- Белгија
- Боливија
- Босна и Херцеговина
- Бугарска
- Јерменија
- Централноафричка Република
- Црна Гора
- Чиле
- Колумбија
- Хрватска
- Чешка
- Египат
- Француска
- Грузија
- Немачка,
- Гватемала
- Мађарска
- Италија
- Казахстан
- Киргистан
- Летонија
- Литванија
- Македонија
- Мадагаскар
- Молдавија
- Монголија
- Перу
- Пољска
- Португал
- Румунија
- Русија
- Србија
- Словачка
- Словенија
- Јужноафричка Република
- Јужна Кореја
- Шпанија
- Таџикистан
- Тајланд
- Турска
- Туркменистан
- Уганда
- Украјина
- Узбекистан

То су углавном земље европско-континенталног правног система, за разлику од земаља англосаксонског права (нпр. САД) које функцију надзора над уставношћу закона поверавају редовним судовима (пре свега врховном суду). Међутим, уставни судови нису највиша судска инстанца у некој земљи јер не припадају редовној судској власти, већ су то врховни судови.